# Killer Elite Squad
Killer Elite Squad (también conocidos como K.E.S.) fue un tag team de lucha libre profesional, que trabajaron en New Japan Pro-Wrestling, estuvo conformado por los luchadores Lance Archer y Davey Boy Smith Jr..
Son siete veces Campeones en Parejas entre los Estados Unidos y Japón, han sido tres veces Campeones en Parejas de la IWGP, dos veces Campeones en Parejas de la GHC y dos veces Campeones Mundiales en Parejas de la NWA.
Las promociones japonesas generalmente se refieren al equipo solo por las iniciales, mientras que las promociones estadounidenses usan el nombre completo, mientras que a veces también se refieren a Archer y Smith por los nombres a Lance Hoyt y Harry Smith, respectivamente.

## Historia

### New Japan Pro-Wrestling (2012-2015, 2017-2019)

#### 2012-2013
El 22 de julio de 2012, New Japan Pro-Wrestling (NJPW) presentó un espectáculo, durante el cual Lance Archer, miembro del stable heel, Suzuki-gun, desafió a Tencozy (Hiroyoshi Tenzan y Satoshi Kojima) a un combate por los Campeonatos en Parejas de la IWGP, sin embargo, sin especificar quién sería su compañero. El socio finalmente se reveló el 13 de agosto como Harry Smith, más conocido por la WWE, pero que también había trabajado para NJPW en 2005. Smith hizo su debut como miembro de Suzuki-gun el 7 de septiembre en un combate por equipos de ocho hombres, donde él, Archer, el líder del stable Minoru Suzuki y Taka Michinoku fueron derrotados por Tenzan, Kojima, Togi Makabe y Yuji Nagata por descalificación. El 24 de septiembre, Smith pasó a llamarse Davey Boy Smith Jr., en honor a su difunto padre.
El 8 de octubre en King of Pro-Wrestling, Archer y Smith, ahora conocidos colectivamente como K.E.S. (Killer Elite Squad), derrotaron a Tencozy para ganar los Campeonatos en Parejas de la IWGP, lo que le dio a Suzuki-gun su primer título. Hicieron su primera defensa exitosa del título el 11 de noviembre en Power Struggle, derrotando a Tencozy en una revancha. El 2 de diciembre, K.E.S. derrotó a Always Hypers (Togi Makabe y Wataru Inoue) para avanzar a la final del torneo, donde, más tarde ese mismo día, fueron derrotados por Sword & Guns (Hirooki Goto y Karl Anderson). Esto llevó a una revancha el 4 de enero de 2013 en Wrestle Kingdom 7, donde K.E.S. defendió con éxito el Campeonatos en Parejas de la IWGP contra Sword & Guns. De regreso en NJPW, Suzuki-gun, incluido K.E.S., entró en una rivalidad contra CHAOS. El 10 de febrero en The New Beginning, K.E.S. retuvo los Campeonatos en Parejas de la IWGP contra Tencozy, después de lo cual Archer desafió a Shinsuke Nakamura de Chaos a un combate por el Campeonato Intercontinental de la IWGP. Archer fracasó en su desafío por el título el 3 de marzo en el evento del 41 ° aniversario de New Japan. La rivalidad entre Suzuki-gun y Chaos continuó durante la New Japan Cup 2013 con Archer siendo eliminado en la primera ronda por Kazuchika Okada, mientras que Smith eliminó a Nakamura en su primer combate de la ronda. Después de derrotar a otro miembro del CHAOS, Yujiro Takahashi, en la segunda ronda, Smith finalmente fue eliminado del torneo en las semifinales por Hirooki Goto.

#### 2014-2015
El 4 de enero de 2014, en Wrestle Kingdom 8, K.E.S. perdió el Campeonatos en Parejas de la IWGP ante los ganadores del torneo, Bullet Club (Doc Gallows & Karl Anderson). KES recibió una revancha por el Campeonatos en Parejas de la IWGP el 9 de febrero en The New Beginning en Hiroshima, pero nuevamente fue derrotado por Bullet Club. El 25 de mayo en el Back to the Yokohama Arena, KES falló en su intento de recuperar los Campeonatos Mundiales en Parejas de la NWA de Tencozy en una lucha a tres bandas, que también incluyó a Rob Conway y Wes Brisco. El 21 de junio en Dominion 6.21, KES recibió otra oportunidad en el Campeonato Mundial de Parejas NWA, esta vez en un partido regular por equipos, pero nuevamente fue derrotado por Tencozy. Otro enfrentamiento entre los dos equipos tuvo lugar el 13 de octubre en King of Pro-Wrestling, donde finalmente K.E.S. derrotó a Tencozy para ganar los Campeonatos Mundiales en Parejas de la NWA por segunda vez. Del 22 de noviembre al 5 de diciembre, K.E.S. participó en la 2014 World Tag League. Terminando su bloque con un récord de cuatro victorias y tres derrotas, los dos no pudieron avanzar a la final debido a la derrota ante Kazushi Sakuraba y Toru Yano en el último día.

#### 2017-2019
El 5 de enero de 2017, K.E.S., junto con el resto de Suzuki-gun, regresó a NJPW, atacando la cuadra del CHAOS con Archer y Smith dirigidos a los Campeones en Parejas de la IWGP, Tomohiro Ishii y Toru Yano. El 5 de febrero en The New Beginning in Sapporo, K.E.S. desafió sin éxito a Ishii y Yano por los Campeonatos en Parejas de la IWGP, en el que también participaron Togi Makabe y Tomoaki Honma. Después del evento, Archer fue dejado de lado con una hernia de disco en la parte inferior de la espalda, lo que requeriría cirugía y dejarlo fuera por un tiempo significativo. Antes de la lesión, K.E.S. estaba listo para una carrera como el mejor equipo extranjeras de la NJPW. Archer regresó de su lesión el 13 de agosto, cuando él y Smith atacaron a los Campeones en Parejas de la IWGP, War Machine y Guerrillas of Destiny (Tama Tonga y Tanga Loa). Al final del año, K.E.S participó en la World Tag League 2017 , donde terminaron con un récord de cinco victorias y dos derrotas, sin poder avanzar a la final debido a perder ante los ganadores Guerrillas de Destiny en su combate.
El 4 de enero de 2018, en Wrestle Kingdom 12, K.E.S. perdió los Campeonatos en Parejas de la IWGP ante los ganadores de la World Tag League, Los Ingobernables de Japón (Evil y Sanada). 
El 15 de junio de 2019, se informó que Smith ya no estaría luchando por NJPW, disolviendo así el equipo.

### Circuitos independientes (2013-2019)
El 18 de enero de 2013, Killer Elite Squad hizo su debut en América del Norte para Hart Legacy Wrestling (HLW) en Calgary, Alberta, Canadá. Después de que su equipo original contra Team Body Guys (Bobby Lashley y Chris Masters) fue descartado debido a la interferencia externa, se unieron a Lance Storm para derrotar a Lashley, Masters y Johnny Devine en un combate por equipos de seis hombres. El 15 de noviembre de 2014, en House of Hardcore VII, K.E.S. fue derrotado por Team 3D (Bully Ray y Devon) en un combate sin título.

### Pro Wrestling Noah (2015-2016)
El 10 de enero de 2015, K.E.S., junto con el resto de Suzuki-gun, participó en una historia importante, donde el stable invadió un espectáculo de Pro Wrestling Noah. Durante el ataque, KES derrotó a TMDK (Mikey Nicholls y Shane Haste) por los Campeonatos en Parejas de la GHC.

## En lucha
- Movimientos finales en equipo

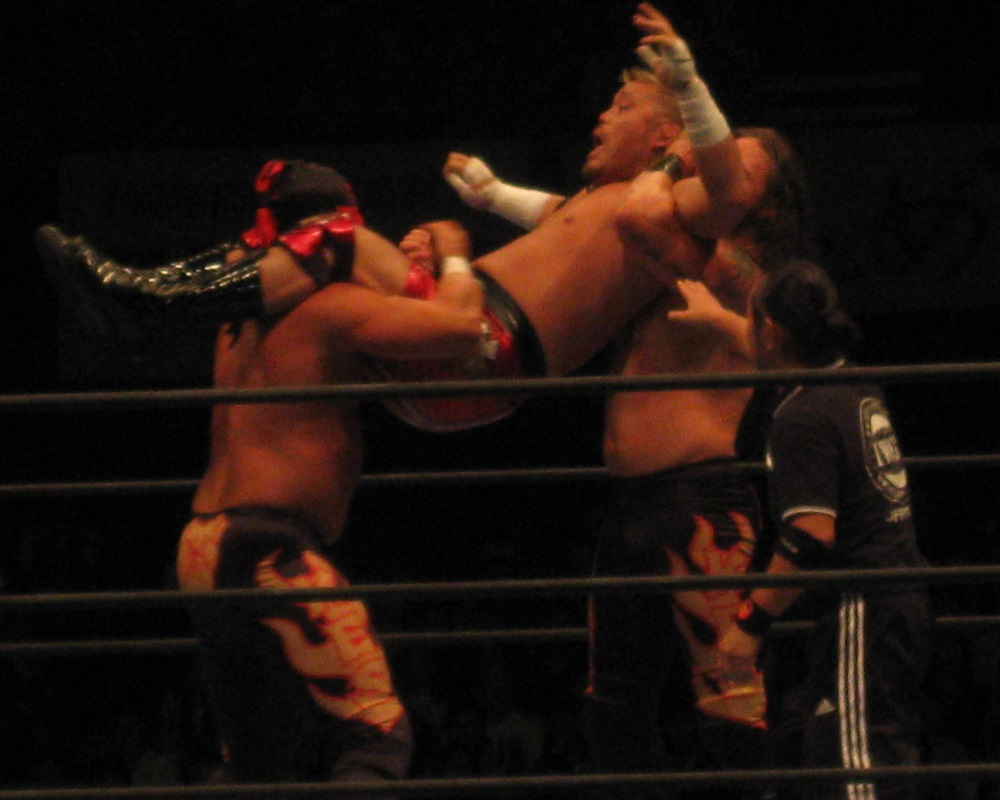
Archer & Smith ejecutando su Killer Bomb a Hiroyoshi Tenzan

  - Killer Bomb (Sitout full nelson slam (Archer) / Sitout powerbomb (Smith) combination)[10][11]
- Movimiento final individualmente
  - Movimiento final con Smith
    - Bulldog Bomb (Jumping sitout powerbomb)[12][13]
    - Sharpshooter[12]

  - Movimiento final con Archer
    - Blackout (Inverted crucifix powerbomb)[14]
    - Dark Days (Snap inverted DDT)[14]

## Campeonatos y logros
- National Wrestling Alliance

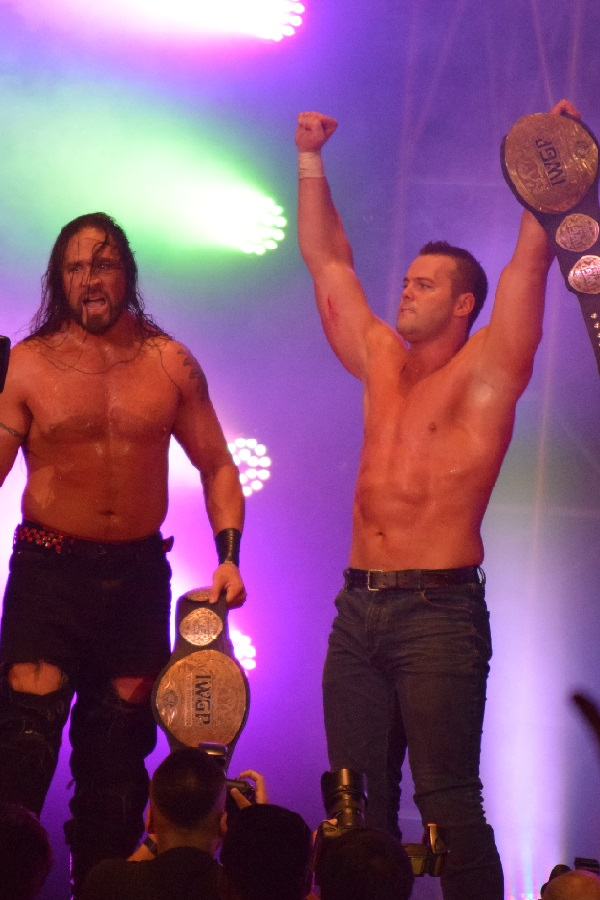
Archer & Smith como los Campeones en Parejas de la IWGP en septiembre de 2017

  - NWA World Tag Team Championship (2 veces)
- New Japan Pro-Wrestling
  - IWGP Tag Team Championship (3 veces)
- Pro Wrestling Noah
  - GHC Tag Team Championship (2 veces)